# Función de riesgo
En análisis de la supervivencia se llama función de riesgo a una función que mide la probabilidad de que a un individuo le ocurra cierto suceso de interés a lo largo del tiempo. En fiabilidad de sistemas, donde el suceso de interés suele ser el fallo de un dispositivo, se suele denominar a esta función tasa de fallo.

## Definición

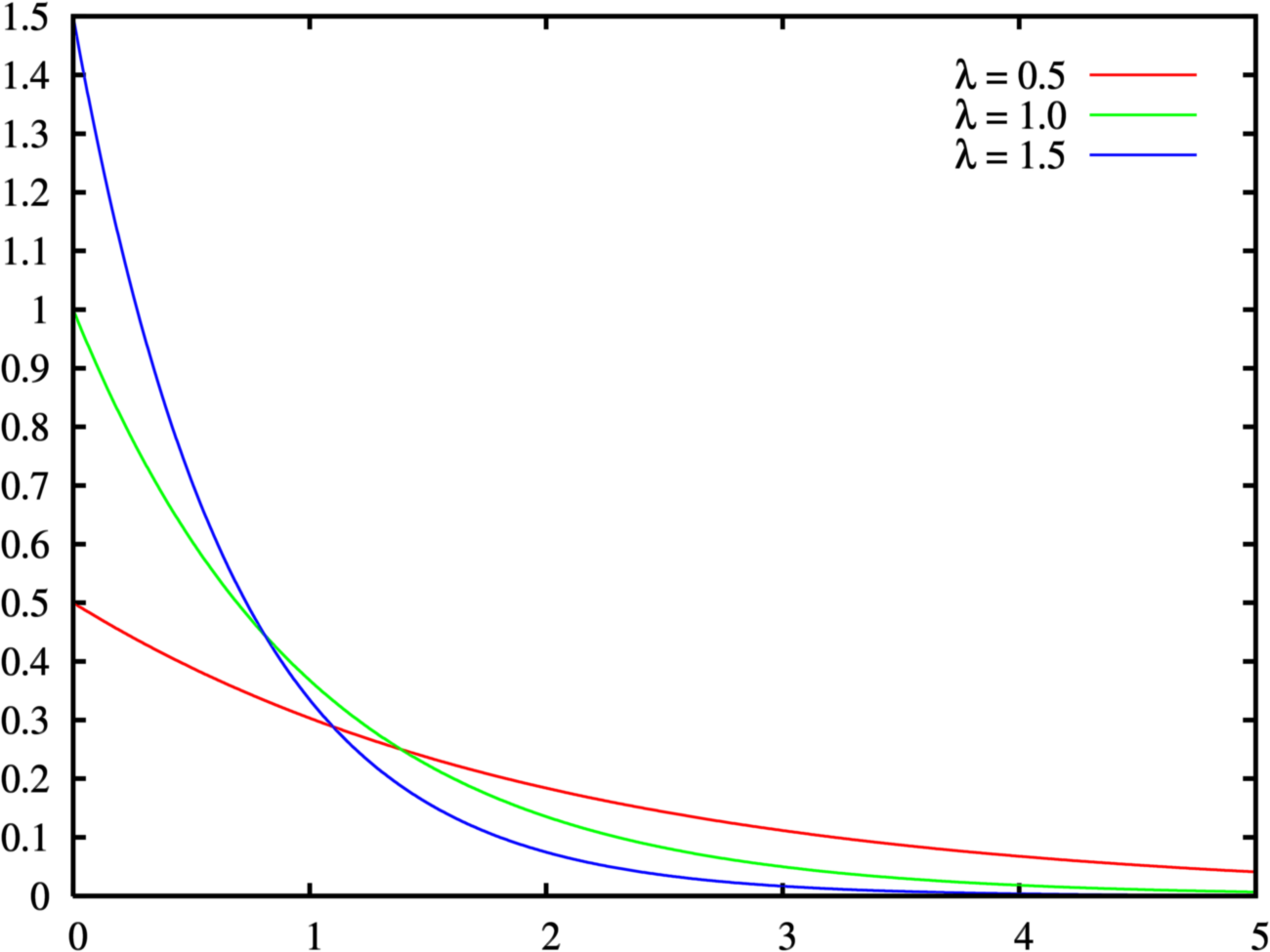
Gráfico de la distribución exponencial para distintos valores de.

Sea {\displaystyle T} una variable aleatoria definida sobre el intervalo [0, ∞) que indica el tiempo de sobrevivencia de un determinado objeto, dicho de otro modo, hasta que se produzca el primera fallo. Sea {\displaystyle F(t)} su  función de distribución. Entonces, la probabilidad que un objeto presente un fallo antes de un tiempo {\displaystyle t}, puede expresarse como:
{\displaystyle \operatorname {Pr} (T\leq t)=F(t)=1-R(t),\quad t\geq 0.\!}
Donde {\displaystyle R(t)} es la función de confiabilidad o supervivencia, es decir, la probabilidad que un determinado objeto sobreviva más allá de un tiempo {\displaystyle t}.

Si {\displaystyle f(t)} es su correspondiente función de densidad, es decir,
{\displaystyle F(t)=\int _{0}^{t}f(x)\,dx,\!}
entonces la función de riesgo es
{\displaystyle h(t)={\frac {f(t)}{1-F(t)}}={\frac {f(t)}{R(t)}}.\!}

## Ejemplo
Si la supervivencia está regida por una distribución exponencial de parámetro {\displaystyle \lambda }, entonces,
{\displaystyle F(t)=\int _{0}^{t}\lambda e^{-\lambda x}\,dx=1-e^{-\lambda t}\!}
y la función de riesgo es
{\displaystyle h(t)={\frac {f(t)}{R(t)}}={\frac {\lambda e^{-\lambda t}}{e^{-\lambda t}}}=\lambda .}
Por lo tanto, en este caso la función de riesgo es constante en el tiempo.